# Antonio Benigno Celada Alonso
Antonio Benigno Celada Alonso (Astorga, 1 de septiembre de 1930 – Toledo, 21 de febrero de 2010), fue un compositor musical y religioso. 
Nace en el seno de una familia de músicos, penúltimo de 7 hermanos. Con 7 años ingresa en la Banda Municipal de Astorga. En esa época pertenece a la escolanía de la Catedral de Astorga, a la Escolanía del Colegio San José y la Coral Astorgana. En 1942 ingresa en el Seminario Menor de su ciudad natal. En el Seminario Mayor recibe el encargo de dirigir la Schola Cantorum. Es ordenado sacerdote en 1954. En 1958 completa sus estudios superiores de piano y armonía en el Real Conservatorio de Música de Madrid.

## Astorga
Ejerció su ministerio sacerdotal en Villoria de Órbigo, donde funda una primera escolanía. Más tarde, como Prefecto de música del Seminario Mayor de Astorga, constituye una Schola Cantorum con más de 150 voces. Es nombrado coadjutor de su parroquia natal, Puerta de Rey, en Astorga donde funda una segunda escolanía y posteriormente es nombrado profesor del Colegio San José, que le permite crear su tercera escolanía. En 1956 funda la Coral Astorgana.

## Ávila y Madrid
Trasladado a Ávila, en el año 1960 es nombrado Maestro de Capilla y organista titular de la Catedral de Ávila. En este tiempo colabora con Radio Nacional de España en Ávila y es asesor musical de Radio Gredos. Funda y dirige la Escolanía Catedralicia “San Pedro Bautista” obteniendo durante cuatro años seguidos el Premio Nacional de Escolanías y otros premios. Funda y dirige la Coral “Tomás Luis de Victoria”. 
Completa sus estudios de órgano con el maestro Jesús Guridi que simultánea con los de contrapunto y fuga. Así como sus estudios de Magisterio, en la especialidad de Pedagogía Musical.
Durante su estancia en Madrid ejerció en la parroquia de la Virgen de los Dolores, mientras dirigía el coro de la misma y perfeccionaba sus estudios de composición y musicología en el Real Conservatorio Superior de Música de Madrid obteniendo la máxima calificación. Presenta su tesis sobre “El maestro Juan Navarro”.

## Toledo
En 1975 se traslada a Toledo. Al año siguiente oposita a la plaza de Prefecto de Música de la Catedral de Toledo, de la que toma posesión el 8 de enero de 1976. Desde esta sede dirige la Escolanía "Nuestra Señora del Sagrario" (también conocidos como los "seises de la Catedral") y ejerce como profesor de música en el Seminario Diocesano “San Ildefonso” de Toledo y como director de los “Cantores Toletani” con miembros del citado seminario.
El 5 de noviembre de 1978 ingresa como Académico numerario de la Real Academia de Bellas Artes y Ciencias Históricas de Toledo con el discurso de ingreso titulado "Mis Villancicos" correspondiéndole la medalla I.
En 1979 funda la "Coral Toledana" con jóvenes músicos muchos de ellos antiguos miembros de la Escolanía de la Catedral de Toledo y alumnos de Conjunto Coral del Conservatorio de Toledo.
En 1980, con muchas dificultades, funda el Conservatorio de Música de Toledo  Archivado el 20 de febrero de 2012 en Wayback Machine. del que ejerció como primer Director del mismo hasta el año 1987.
En 1994 gana el premio del Concurso Nacional Xacobeo 94  
Fue profesor de música en el IES Alfonso X el Sabio  y en el IES El Greco , ambos en Toledo.
Fallece en Toledo el 21 de febrero de 2010. Está enterrado en el Cementerio Municipal de Astorga.